# Irrigon
Irrigon is een plaats (city) in de Amerikaanse staat Oregon, en valt bestuurlijk gezien onder Morrow County.

## Demografie
Bij de volkstelling in 2000 werd het aantal inwoners vastgesteld op 1702. In 2006 is het aantal inwoners door het United States Census Bureau geschat op 1829, een stijging van 127 (7,5%).

## Geografie
Volgens het United States Census Bureau beslaat de plaats een oppervlakte van 3,6 km², waarvan 3,2 km² land en 0,4 km² water.

## Plaatsen in de nabije omgeving
De onderstaande figuur toont nabijgelegen plaatsen in een straal van 32 km rond Irrigon.